# 中野城 (出羽国)
中野城（なかのじょう）は、山形県山形市中野にあった日本の城。

## 概要
中野城は、室町時代から江戸時代初期にかけて存在した城である。
延文元年（1356年）出羽の南朝勢力に対抗するため斯波兼頼が陸奥国から下向し、最上郡を中心に勢力を広げる。3代最上満直の子中野満基が初めて中野（山形市）に館を築いた。中野は山形城の北方に位置し、六十里越街道（寒河江街道）と須川が交差する要衝に位置する。
その後拡張され、最終的には東324メートル、西360メートル、南200メートル、北300メートルの堀と石垣に囲まれていた。堀幅は5メートルから10メートル。東西南北に門があり、南門が大手口である。西の堀のすぐ西側を逆川（さかさがわ）が流れており、逆川の西には侍町・七日市場などの地名が残る。また、北東には寺院（雲祥院：最上義定菩提寺）が配されている。
天正2年（1574年）より最上義守・義光父子による天正最上の乱が勃発すると、中野城は義守方の有力な城として兵を繰り出し、義光と江俣で戦ったという。乱の終結後義守が隠居すると、義光の下で直轄領となった。天正12年（1584年）、寒河江氏との戦いで寒河江方の将柴橋頼綱（橋間勘十郎）が中野城まで攻め寄せるが、伏兵により撃退した。慶長5年（1600年）慶長出羽合戦では、近隣の城が明け逃げを行う中防御に努め、上杉軍に攻められることはなかった。
元和8年（1622年）最上氏が改易されると、中野城は廃城となった。
なお、現在では城は完全に消滅し、跡地に建つ大郷小学校敷地に石碑が立っている。

## 逸話
- 天正最上の乱では、中野義時[2]が中野城に依り、兄の義光によって攻め滅ぼされたという説話もあるが、同時代の史料には中野城が攻められたとの記述は見られない。

## 歴代城主
- 中野満基
- 最上満氏（最上家当主。山形城に居住。）
- 最上義淳（最上家当主。山形城に居住。）
- 中野義建
- 中野義清
- 中野義時

## 歴代中野城主別説
- 中野満基

最上氏直轄
- 中野義建
- 中野義清
- 中野義政
- 中野満兼
- 中野義時

　最上氏直轄